# Uta
Pour les articles homonymes, voir UTA.
Uta, Uda en langue sarde, est une commune italienne de la ville métropolitaine de Cagliari, dans la région Sardaigne.

## Culture
- L'attraction principale est l'église romane de Santa Maria.
- En 1849, dans les environs de mont Arcosu ont été trouvés des bronzetti nuragiques.

## Administration
| Période                                  | Période | Identité | Étiquette | Qualité |
| ---------------------------------------- | ------- | -------- | --------- | ------- |
|                                          |         |          |           |         |
| Les données manquantes sont à compléter. |         |          |           |         |

### Communes limitrophes
Assemini, Capoterra, Decimomannu, Siliqua, Villaspeciosa.